# David Oppenheim
David Oppenheim (18. prosince 1816 Lipník nad Bečvou – 21. října 1876 Vídeň) byl rabín v moravské Jemnici, a uherském Nagybecskereku, v srbské části Banátu (dnešní Zrenjanin).

## Život a činnost
David Oppenheim pocházel z rodiny moravského rabína. Jeho otec Bernhard Jissachar Baer Oppenheim (1790–1859), byl rabínem v Ivančicích na jižní Moravě. Po studiu ješivy odešel v roce 1834 do Prahy, kde pokračoval ve studiích talmudu a navštěvoval přednášky filosofie na Univerzitě Karlově.
V roce 1846 byl povolán do úřadu rabína v Jemnici, kde jej roku 1858 vystřídal jeho bratr Joachim Oppenheim a v roce 1859 přijal úřad rabína v tehdy uherském Nagybecskereku, kde setrval až do své smrti.
David Oppenheim se měl stát předsedou Rabínského semináře v Budapešti, k čemuž však již nedošlo, neboť zemřel dříve, než byl seminář otevřen.
Oppenheimův syn Joachim Oppenheim byl rabínem v Karlových Varech.

## Spisy
Oppenheim napsal mnoho příspěvků do časopisů Allgemeine Zeitung des Judenthums, Monatsschrift, Bet ha-Midraš a dalších.